# Porcellio minuta
Porcellio minuta är en kräftdjursart som beskrevs av Shen 1949. Porcellio minuta ingår i släktet Porcellio och familjen Porcellionidae. Inga underarter finns listade i Catalogue of Life.